# Crangonyx gracilis
Crangonyx gracilis är en kräftdjursart som beskrevs av Sidney Irving Smith 1871. Crangonyx gracilis ingår i släktet Crangonyx och familjen Crangonyctidae. Inga underarter finns listade i Catalogue of Life.